# Ровініца-Маре
Ровініца-Маре (рум. Rovinița Mare) — село у повіті Тіміш в Румунії. Входить до складу комуни Дента.
Село розташоване на відстані 392 км на захід від Бухареста, 42 км на південь від Тімішоари.

## Населення
За даними перепису населення 2002 року у селі проживали 390 осіб.
Національний склад населення села:
| Національність | Кількість осіб | Відсоток |
| -------------- | -------------- | -------- |
| румуни         | 216            | 55,4%    |
| угорці         | 150            | 38,5%    |
| українці       | 17             | 4,4%     |

Рідною мовою назвали:
| Мова       | Кількість осіб | Відсоток |
| ---------- | -------------- | -------- |
| румунська  | 222            | 56,9%    |
| угорська   | 150            | 38,5%    |
| українська | 15             | 3,8%     |